# Свинаренко, Дмитрий Михайлович
Свинаренко Дмитрий Михайлович (6 октября 1911, Андреевка, Херсонская губерния — 2 октября 1975, Кривой Рог, Днепропетровская область) — управляющий рудоуправлением имени Ф. Э. Дзержинского треста «Дзержинскруда». Лишённый и восстановленный в звании Герой Социалистического Труда (1958, 1969).

## Биография
Родился 6 октября 1911 года в селе Андреевка (ныне в Широковском районе Днепропетровской области) в бедной крестьянской семье. Украинец.
Работал в колхозе родном селе. В 1928 году переехал в Кривой Рог. Трудился на руднике имени Карла Либкнехта, пройдя путь от лопаточника, бутобоя, мастера смены до начальника участка. В 1933 году окончил Криворожский горнорудный техникум по специальности «горный техник».
С 1941 года работал в эвакуации на Урале. В 1944 году, после освобождения Кривого Рога, вернулся в город, где участвовал в восстановлении разрушенных немцами шахт. В 1944—1955 годах — начальник шахты «Новая» рудоуправления имени Карла Либкнехта. В 1955—1957 годах — управляющий рудоуправлением имени Карла Либкнехта. В 1957 году возглавил крупнейшее в городе рудоуправление имени Ф. Э. Дзержинского.
Указом Президиума Верховного Совета СССР от 19 июля 1958 года за выдающиеся успехи в деле развития чёрной металлургии Свинаренко Дмитрию Михайловичу присвоено звание Героя Социалистического Труда с вручением ордена Ленина и золотой медали «Серп и Молот».
По просьбе Дмитрия Свинаренко в 1958 году Центральный совет Союза спортивных обществ и организаций СССР включил рудничную команду «Горняк» в число участников первенства СССР среди команд класса «Б».
Руководил рудоуправлением ещё четыре года. Внёс значительный вклад в экономическое и социальное развитие рудника. Были обустроены все горняцкие посёлки, а жилмассив Дзержинка получил всю необходимую для комфортного проживания инфраструктуру.

### Арест и осуждение
В 1962 году был снят с должности, исключён из партии. 25 апреля 1962 года судебной коллегией по уголовным делам Днепропетровского областного суда осуждён по статье 168, часть 2, ст. 165 часть 1 УК УССР и приговорён к 8 годам лишения свободы. По делу проходило несколько лиц, замешанных в махинациях со строительством жилья и распределением квартир. Свинаренко обвинялся в том, что, работая управляющим рудопуравления им. Дзержинского, за взятки предоставлял квартиры в ведомственных домах (в деле фигурировало 6 квартир). Суд вышел с ходатайством о лишении звания Героя Социалистического Труда, вопрос о лишении других наград не ставился.
11 ноября 1963 года Указом Президиума Верховного Совета СССР за совершение тяжкого преступления, выразившегося в неоднократном получении взяток в крупных суммах, Свинаренко Дмитрий Михайлович лишён звания Героя Социалистического Труда и всех наград.

### Помилование и освобождение
В 1966 году, после отбытия половины срока заключения в исправительно-трудовой колонии, Свинаренко был помилован и освобождён. В колонии перенёс заболевание щитовидной железы, был прооперирован, на свободу вышел инвалидом 2-й группы. Важную роль в решении о помиловании сыграло прошение, умело составленное председателем рудничного комитета профсоюза рудоуправления имени Карла Либкнехта Н. Чулкиным и подписанное группой коммунистов — ветеранов войны и труда.
Указом Президиума Верховного Совета СССР от 29 декабря 1969 года Дмитрий Свинаренко был восстановлен в звании Героя Социалистического Труда и правах на награды.
Жил в Кривом Роге, где и умер в 1975 году.

## Награды
- дважды медаль «За трудовую доблесть» (21.01.1948, 05.05.1949);
- Орден Трудового Красного Знамени (14.09.1951);
- Медаль «Серп и Молот» (19.07.1958);
- Орден Ленина (19.07.1958).

## Память
Имя на Стеле Героев в Кривом Роге.